# Demicryptochironomus spatulatus
Demicryptochironomus spatulatus är en tvåvingeart som beskrevs av Wang och Zheng 1994. Demicryptochironomus spatulatus ingår i släktet Demicryptochironomus och familjen fjädermyggor. Inga underarter finns listade i Catalogue of Life.